# Rhett Fisher
Rhett Tyler Fisher (ur. 22 maja 1980 w Indianapolis) – amerykański aktor, muzyk, autor tekstów piosenek i producent muzyczny. Znany jest głównie z roli Ryana Mitchella w serialu Power Rangers Lightspeed Rescue.
Wczesne dni spędził w Indianapolis w stanie Indiana, a później mieszkał i pracował w Los Angeles w Kalifornii. Na początku swojej kariery wcielił się w postać księcia Williama w dwóch odcinkach serialu The WB Odlotowa małolata (Maybe It's Me, 2001–2002). Początkowo ubiegał się o rolę Cartera Graysona w serialu Power Rangers Lightspeed Rescue, lecz ostatecznie przypadła ona Seanowi Johnsonowi.
Założył firmę produkującą muzykę Dirtyfish Productions i zespół Project Dirty.
Wziął udział w kampanii NOH8 (ang. NOH8 Campaign, NO HATE), milczący protest przeciwko kalifornijskiej propozycji 8.

## Filmografia
- 2000: Power Rangers Lightspeed Rescue jako Ryan Mitchell/Titanium Ranger
- 2001: Power Rangers Time Force jako Ryan Mitchell/Titanium Ranger
- 2001–2002: Odlotowa małolata (Maybe It's Me) jako książę William
- 2014: Power Rangers jako Pure Titanium